# Campsurus albicans
Campsurus albicans is een haft uit de familie Polymitarcyidae. De wetenschappelijke naam van de soort is voor het eerst geldig gepubliceerd in 1838 door Percheron als Ephemera albicans.
De soort komt voor in het Neotropisch gebied.